# Elephantomyia (Elephantomyia) westwoodi westwoodi
Elephantomyia (Elephantomyia) westwoodi westwoodi is een ondersoort van de tweevleugelige Elephantomyia (Elephantomyia) westwoodi uit de familie steltmuggen (Limoniidae). De ondersoort komt voor in het Nearctisch gebied.